# Casa di Successus

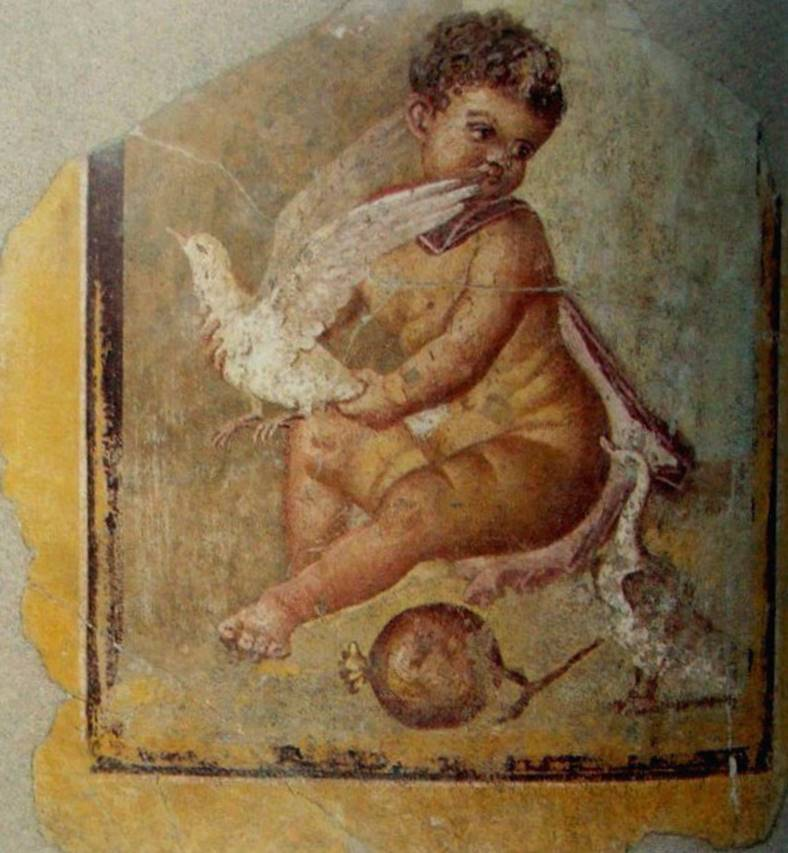
Malerei, Kleinkind mit dem Namen Successus.

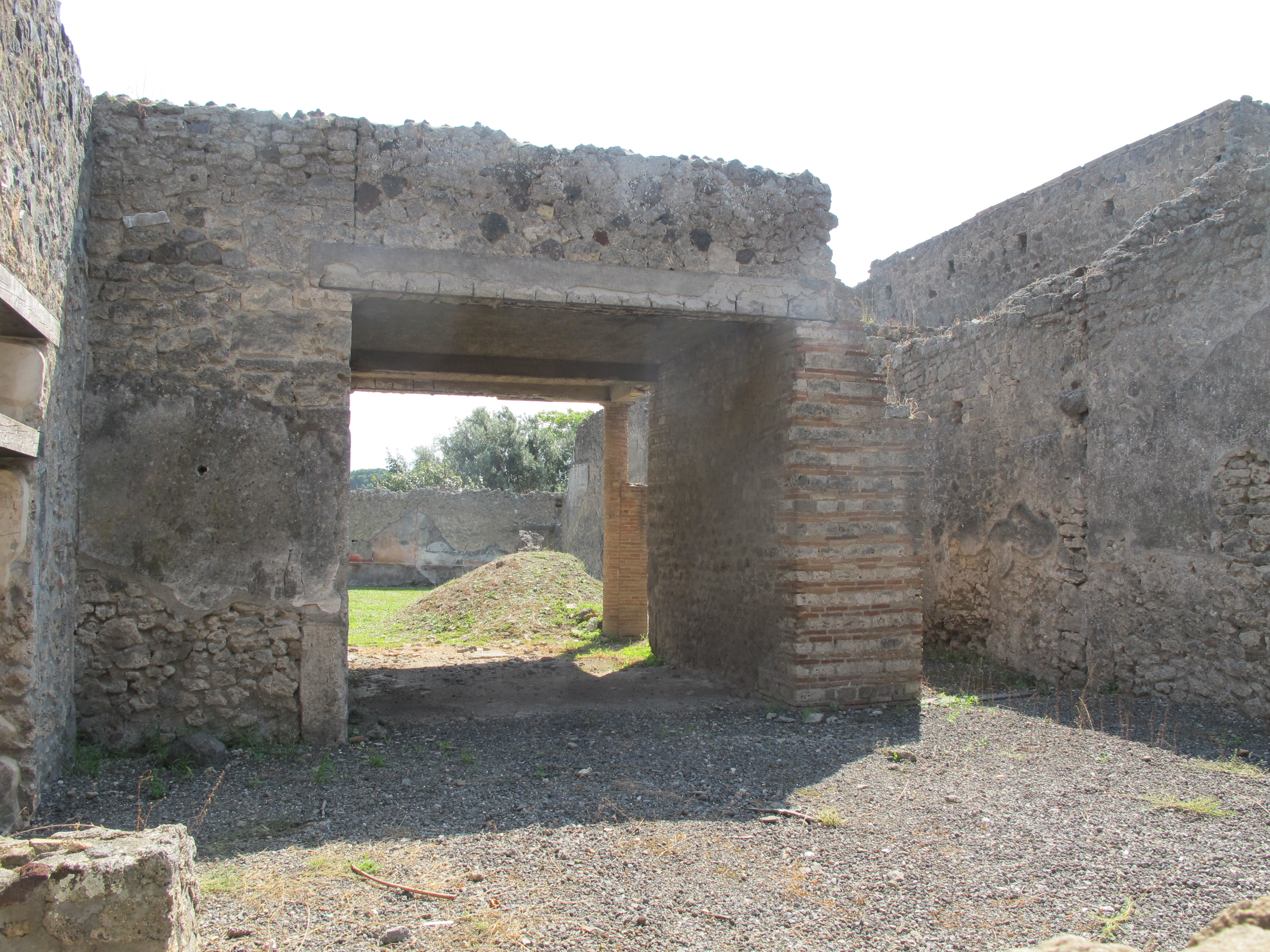
Blick auf das Tablinum

Die Casa di Successus (Haus des Successus) ist ein Wohnhaus in Pompeji (I.9.3), das 1912 und 1952 ausgegraben wurde. Es erhielt seinen modernen Namen vom Bild eines Kleinkindes, auf dem der Name Successus geritzt ist.

## Beschreibung
Das Haus besitzt ein Atrium und einen großen Garten im hinteren Teil der Wohnanlage. Der Eingang des Hauses liegt nicht mittig, sondern nach rechts verschoben. Auf der linken Seite befindet sich eine Caupona (Gaststätte), die über einen Durchgang mit dem Haus verbunden ist. Zur Zeit des Vulkanausbruchs im Jahr 79 n. Chr. fanden im Haus Renovierungsarbeiten statt. Dementsprechend gab es nur wenige Funde. Dazu gehören einige Silbermünzen und ein marmornes Tischbein mit der Figur des Eros. Nur zwei Räume zeigen gut erhaltene Wandmalereien. In einem Raum neben dem Tablinum befinden sich gelbgrundige Malereien im 4. Stil. Bemerkenswert sind zwei Einzelbilder (heute aus der Wand geschnitten), die einmal ein Kleinkind und einmal den verwundeten Adonis zeigen. Bei dem Kleinkind mag es sich um den jungen Adonis handeln. Bei diesem Bild befindet sich auch die Ritzung des Namens Successus. Beide Bilder werden dem Adone Ferito-Maler zugeordnet, der in diversen Häusern in Pompeji tätig war und im 4. Stil arbeitete. Ein daneben liegender Raum zeigt eine sehr einfache Wanddekoration. Es finden sich rot gerahmte Felder auf hellen Grund mit vereinzelten Figuren.